# اچ‌ام‌اس هولدرنس (ال۴۸)
اچ‌ام‌اس هولدرنس (ال۴۸) (به انگلیسی: HMS Holderness (L48)) یک کشتی بود که طول آن ۸۵٫۳ متر (۲۷۹ فوت ۱۰ اینچ) بود. این کشتی  در سال ۱۹۴۱ ساخته شد.